# Brachiolia
Brachiolia is een geslacht van vlinders van de familie bladrollers (Tortricidae).

## Soorten
- B. amblopis (Meyrick, 1911)
- B. egenella (Walker, 1864)
- B. obscurana Razowski, 1966
- B. wojtusiaki Razowski, 1986